# 토머스 가타커

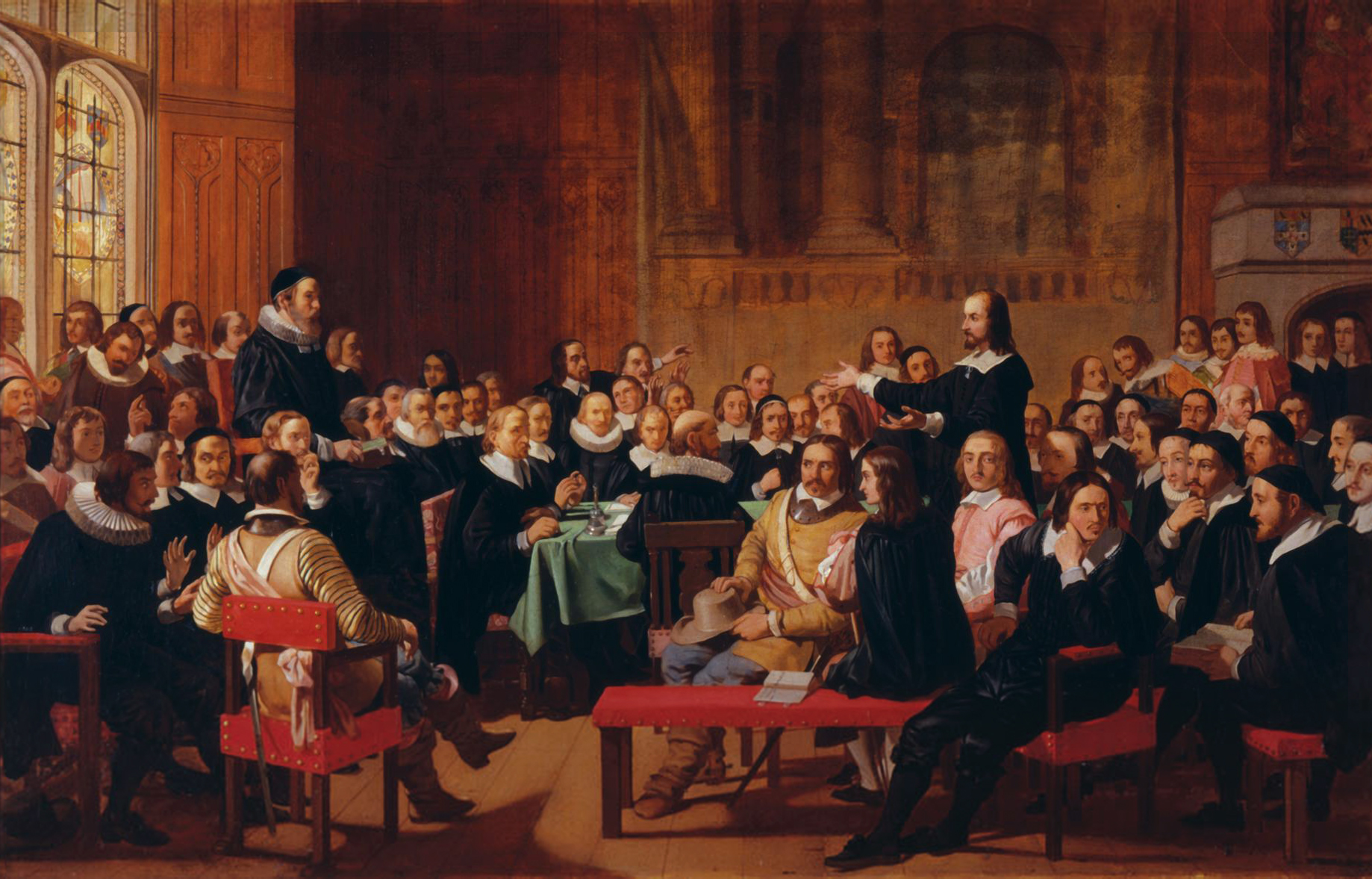
웨스트민스터 총회에서 양심의 자유에 대한 논쟁시 토머스 가타커가 발표하는 모습, 존 로저스 허버트작 (1847)

토머스 가타커 (Thomas Gataker; 1574년 9월 4일 - 1654년 6월 27일)는 잉글랜드의 목회자로 신학자이다. 그는 웨스트민스터 총회에 참석하여 칭의에 대한 논쟁에서 많은 기여를 하였다. 그는 의의전가에서 능동적 순종 교리를 반대하였는 데, 가장 많은 질문을 하였다. 그는 요한 피스카토르의 의견에 반대하여 용서(pardon)와 죄사함(remission)의 차이를 구분하였는 데, 용서는 죄책감을 없애는 것이고, 죄사함은 죄를 없애는 것으로 주장하였다.
| “ | 학교는 작은 교회다. 그리고 학교의 선생님은 개인적인 요리문답 교사이다. | ” |

## 저서
- An Antidote against Errour, concerning Justification (1679)
- David's Instructor: A Sermon [ on Psalm 34:11 ] (London, 1620)